# Daniel Barringer
Daniel Moreau Barringer (25 de mayo de 1860 – 30 de noviembre de 1929) fue un geólogo estadounidense, conocido por ser el primero en probar la existencia de un cráter de impacto en la Tierra (el Meteor Crater de Arizona rebautizado como Cráter Barringer en su honor, aunque este nombre es principalmente utilizado en la comunidad científica).

## Vida y obra
Daniel Barringer era hijo de Daniel Moreau Barringer y sobrino de Rufus Barringer. Graduado en la Universidad de Princeton en 1879 a la edad de 19 años, en 1882 se graduó en la Escuela de Derecho de la Universidad de Pensilvania. Posteriormente estudió geología y mineralogía en la Universidad de Harvard y en la Universidad de Virginia respectivamente.
En 1892, Barringer, junto con su amigo Richard A. F. Penrose, Jr. y otros socios, adquirieron una mina de oro y plata cercana a Cochise, Arizona. Más tarde, Barringer también descubrió la mina de plata "Commonwealth" en Pearce, Arizona. Estas dos aventuras mineras le hicieron un hombre rico.

### Coon Mountain Cráter (Cráter Barringer)

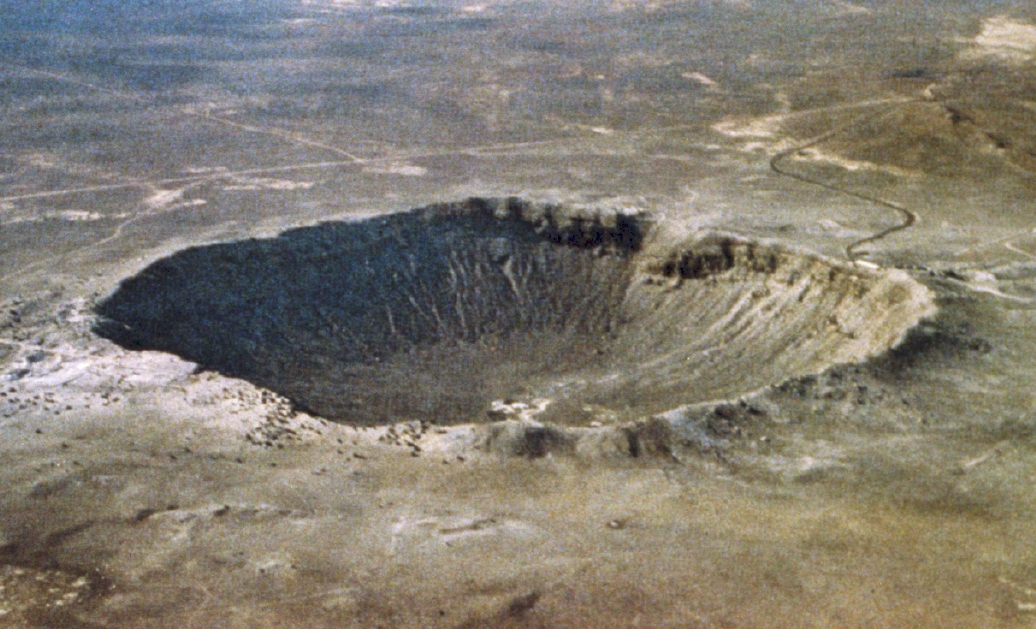
Cráter Barringer (inglés: "Meteor Crater"), Flagstaff, Arizona.

En 1902 Barringer supo de la existencia de un gran cráter (1,5 km en diámetro), localizado unas 35 millas al este de Flagstaff, Arizona. El cráter, conocido anteriormente como Coon Mountain, había sido estudiado previamente por el geólogo Grove Karl Gilbert en 1891, quien en principio formuló la hipótesis de que el cráter tenía que haber sido el resultado de una explosión de gas o del impacto de un meteorito. Después de efectuar experimentos en el cráter, la conclusión de Gilbert era que el cráter no podría ser el resultado de un impacto, y por lo tanto solo podría ser el resultado de una explosión. Llegó a esta conclusión a pesar de la clara presencia de miles de pequeñas partículas meteoríticas en la proximidad del cráter.
Al conocer la existencia del cráter y del hierro meteorítico, Barringer se convenció de que el cráter era de origen sideral. Con objetivos tanto científicos como económicos en mente, creó la "Standard Iron Company" para explotar el hierro que supuso debería estar enterrado bajo la superficie del cráter. La compañía minera realizó operaciones de perforación en el interior y los alrededores del cráter entre 1903 y 1905, y concluyó que el cráter de hecho había sido causado por un impacto violento. Sin embargo, fue incapaz de encontrar el meteorito que produjo el cráter.
En 1906, Barringer y su socio, el matemático y físico Benjamin C. Tilghman, presentaron sus primeros artículos al Servicio Geológico de los Estados Unidos, con la investigación geológica que perfilaba la evidencia de la teoría del impacto. Dichos artículos fueron publicados en los Proceedings de la Academia de Ciencias Naturales en Filadelfia.
La exploración minera del cráter continuó hasta 1929, sin que nunca se encontrasen los diez millones de toneladas de hierro del meteorito supuesto por Barringer. En este tiempo el astrónomo Forest Ray Moulton efectuó una serie de cálculos sobre la energía liberada encima del área de impacto, y concluyó que el meteorito probablemente se vaporizó poco antes de llegar al suelo. Hasta la fecha, la compañía minera se había gastado unos 600.000 dólares en la exploración del cráter, llegando al borde de la bancarrota.
Barringer murió de un ataque al corazón el 30 de noviembre de 1929, poco después de leer los nuevos y contundentes argumentos acerca de la imposibilidad de que apareciese el hierro que con tanta tenacidad había buscado. Al morir dejó a su viuda Margaret Bennett y a sus ocho hijos la propiedad del cráter, cuyos descendientes fundaron la Barringer Cráter Company, que en la actualidad gestiona su explotación turística.
Barringer había convencido a la mayoría de la comunidad científica de que su teoría del impacto era correcta. Posteriormente, esta teoría ha sido confirmada con nuevas evidencias, especialmente por el astrónomo Eugene Shoemaker durante la década de 1960.

## Reconocimientos
- El pequeño cráter lunar Barringer lleva este nombre en memoria del geólogo estadounidense.[2]
- El asteroide (3693) Barringer también conmemora su nombre.[3]
- El cráter Barringer, localizado en Arizona.